# İnsanlık Suçu
İnsanlık Suçu (título original: İnsanlık Suçu, que en inglés significa Guilty of Humanity), es una serie de televisión turca de 2018, producida por Pastel Film y emitida por Kanal D. Está basada en la novela Una tragedia americana de Theodore Dreiser. Kanal D decidió terminar la serie antes de tiempo, coincidiendo con la sentencia judicial de Gizem Karaca que la condena a prisión a 4 años y 2 meses por tráfico de drogas.

## Trama
Cemal Gökdemir (Kaan Yıldırım) vive en Adana junto a su familia y trabaja de camarero en un restaurante. Desgraciadamente su padre se pone enfermo y no tiene dinero para comprarle la medicina que necesita. Su padre finalmente muere, pero antes le dice que en Estambul tiene unos parientes ricos. Cuando se estaba celebrando el funeral del padre de Cemal, llegaron sus parientes ricos Estambul, concretamente su tío Sami Gökdemir (Ahmet Mümtaz Taylan), con su mujer Emel (Deniz Uğur), su hijo Gökhan (Serkay Tütüncü) y la novia de éste, Suna (Gizem Karaca). Cemal  pelea con su tío Sami aunque este le ofrece trabajo en Estambul, además, también queda impresionado por la belleza de Suna.
Días más tarde Cemal decide aceptar la oferta de trabajo de su tío y va a Estambul con su madre Hülya (Laçin Ceylan). Se van a vivir a un modesto barrio de la ciudad y allí conoce a Cevher (Melike İpek Yalova), que también trabaja en la empresa de la familia Gökdemir y que se enamorará de él.
Cemal pasará por múltiples situaciones para entrar a formar parte de la familia Gökdemir, se enfrentará a su madre y tendrá que lidiar con los sentimientos que siente por Suna, la prometida de Gökhan.

## Elenco
- Kaan Yıldırım como Cemal Gökdemir.
- Gizem Karaca como Suna Değirmenci.
- Ahmet Mümtaz Taylan como Sami Gökdemir.
- Serkay Tütüncü como Gökhan Gökdemir.
- Melike İpek Yalova como Cevher Akışık.
- Deniz Uğur como Emel Gökdemir.
- Laçin Ceylan como Hülya Gökdemir.
- Cansu Dağdelen como Esra Gökdemir.
- Funda Ilhan como Cavidan.
- Ayse Akin como Neslihan.
- Cankat Aydos como Selim Durak.

## Personajes
- Cemal Gökdemir (Kaan Yıldırım): es un joven apuesto de 25 años. Comenzó a trabajar a una edad temprana para ayudar a su familia. Es camarero en uno de los mejores restaurantes de [Adana]. Tras la muerte de su padre su vida cambiará drásticamente al descubrir la riqueza de sus parientes. Su acercamiento a Sami le causará múltiples problemas con su madre. Se verá enredado en una guerra de intrigas y poder. Al mismo tiempo irá creciendo su amor por Suna [Gizem Karaca].

- Suna Değirmenci (Gizem Karaca]): es una chia delicada, frágil y elegante, de 23 años, es humilde y amorosa. Ha crecido con el trauma de haber sido abandonada por su padre. Conoce a Gökhan desde pequeña y su relación ha ido creciendo con el paso de los años. Su madre la presiona para que se case con Gökhan y puedan recuperar su alto nivel de vida. Desde que conoció a Cemal no ha podido evitar sentirse atraída por él.

- Sami (Ahmet Mümtaz Taylan): a pesar de su avanzada edad se sigue conservando bien. Han transcurrido muchos años pero no es capaz de olvidar el mal que le había hecho a su hermano Asaf y vivió con su corazón roto durante años. Tiene una expresión dura y cruel pero al mismo tiempo un gran corazón.

- Gökhan (Serkay Tütüncü): es un joven apuesto de 24 años. Estudió en las mejores escuelas y comenzó a trabajar en la compañía de su padre tan pronto como se graduó. Gökhan, el único hijo del gran empresario Sami Gökdemir, no puede terminar su asociación con su prometida Suna por temor a su padre.

- Cevher Akışık (Melike İpek Yalova):es una chica muy atractiva, de 20 años, vive en Estambul, en el mismo barrio pobre que Cemal. Trabaja en la fábrica de la familia Gökdemir.

- Emel Gökdemir (Deniz Uğur): es la esposa de Sami y la madre de Gökhan, es hija de un comerciante burgués. Es una persona egoísta y ambiciosa.

- Hülya (Laçin Ceylan): madre de Cemal y de Esra. No quiere que su hijo se relacione con la familia Gökdemir porque la hicieron sufrir mucho en el pasado. Ha logrado sacar adelante a sus hijos pese a sus pocos recursos.

- Esra Gökdemir (Cansu Dağdelen): hermana de Cemal. Tiene una relación difícil con su madre.

- Cavidan (Funda Ilhan): es la madre de Suna Gizem Karaca, está viuda. En los últimos años su economía ha ido menguando y espera salvarla casando a su hija con Gökhan Serkay Tütüncü.

- Neslihan (Ayse Akin): trabaja de secretaria en la empresa de la familia Gökdemir y está enamorada de Gökhan Serkay Tütüncü.

- Selim Durak (Cankat Aydos): amigo íntimo de Cemal, juntos vivirán situaciones muy difíciles. Cubirá a Cemal cuando este tenga un gran problema pero luego Cemal lo traicionará. Selim se vengará de Cemal usando a su hermana Esra Cansu Dağdelen.